# Hudud al-Alam
Hudud al-Alam (arab. حدود العالم, Ḥudūd al-ʿĀlam, tłum. Granice świata) – dzieło geograficzne z X wieku napisane w języku perskim przez anonimowego autora z prowincji Dżozdżan.

## Historia
Ukończone zostało w roku 982 naszej ery i zadedykowane Abu al-Haris Muhammad ibn Abd Allahowi lokalnemu władcy z dynastii Farighunidów.
Do czasów obecnych zachował się jedynie jeden rękopis tego dzieła, który jest kopią z 1258 roku.
Dzieło składa się z 61 paragrafów, z których 7 poświęcone jest ogólnym geograficznym opisom ziemi. Pozostałe 57 opisuje poszczególne kraje, idąc od wschodu Azji do zachodu Europy. Rozdział 43 opisuje kraje słowiańskie, 44 Ruś, a rozdziały 44-53 inne ludy wschodniej Europy jak Alanów, Burtasów i Chazarów.